# Беппу
Беппу (яп. 別府市) — місто в Японії, у префектурі Ойта.

## Географія
Розташування
Місто Беппу розташоване на острові Кюсю, у центральній частині префектури Ойта. Площа 125,13 км². Має вихід до Внутрішнього Японського моря. Межує з містами Ойта, Уса, Юфу і повітом Хідзі.
Відомий своїми термальними водами.

## Населення
Станом на 1 березня 2017 року населення Беппу становить 120 594 особи. Густота населення 963,75 ос./км². Нижче приведена діаграма зміни чисельності населення міста за даними переписів Японії.

## Символіка
Символами міста є Osmanthus fragrans, камфорне дерево та рододендрон.

## Міста-побратими
- Атамі, префектура Сідзуока, Японія
- Мокпхо, Південна Корея
- Бомонт, США
- Яньтай, КНР
- Роторуа, Нова Зеландія
- Бат, США
- Чеджу, Південна Корея